# Glasachtig lichaam
Het glasachtig lichaam  of corpus vitreum is een bindweefselachtige structuur in het oog van gewervelden. Het glasachtig lichaam ligt tussen de lens en het netvlies (retina).

## Samenstelling
De substantie heeft de eigenschappen van een gel. Het volume van het glasachtig lichaam bedraagt ongeveer vier milliliter en neemt daardoor ongeveer de helft van het volume van de oogbol voor zijn rekening.
Het glasvocht bestaat voor ongeveer 99% uit water. De overige 1% is vaste stof, waarvan 10% zogenaamde macromoleculen zijn (eiwitten en hyaluronzuur) en 90% moleculen met een relatief lage moleculaire massa. Het glasachtig lichaam is opgebouwd uit een netwerk van fijne bindweefselfilamenten, waartussen zich de hyaluronzuurmoleculen bevinden, die in staat zijn grote hoeveelheden watermoleculen te binden. Het glasvocht is helder, zodat het licht dat door de lens het glasachtig lichaam binnenvalt ongestoord zijn weg kan vervolgen naar het netvlies.

## Aanhechtingen
Het glasvocht zit op een aantal plaatsen sterk en minder vast verbonden aan het netvlies, namelijk:
- Rond de blinde vlek (kop van de oogzenuw), waar de adhesie redelijk sterk is.
- Rond de gele vlek (de fovea centralis): Hier zijn de adhesies zwak en komen gemakkelijk los.
- Langs de grote retinale bloedvaten zijn de adhesies zwak.
- Langs de glasvochtbasis: Hier zijn de adhesies erg sterk. Bij een glasvochtoperatie is het glasvocht grotendeels te verwijderen, behalve bij de glasvochtbasis. Deze glasvochtbasis (circa 4-6 mm breed) houdt zich vast aan het gebied waar het netvlies begint: de ora serrata.
- Bij afwijkende pathologische structuren is de aanhechting ook zwakker dan normaal. Dit is het geval bij choroïdale littekens, zwakke netvliesgebieden waar sprake is van bijvoorbeeld perifere netvliesdegeneraties of retinale cystes.

## Embryogenese
De eerste aanleg van het glasachtig lichaam, het primaire glasvocht, is de arteria hyaloidea. Deze structuur is in het volwassen oog terug te vinden als een lege ruimte, het kanaal van Cloquet. Het secundaire glasvocht wordt uiteindelijk het volwassen glasachtig lichaam. Het tertiaire glasvocht vormt ten slotte de zonulae ciliaris waarmee de lens met het straallichaam verbonden is.